# Metaseiulus smithi
Metaseiulus smithi är en spindeldjursart som först beskrevs av Schuster 1957.  Metaseiulus smithi ingår i släktet Metaseiulus och familjen Phytoseiidae. Inga underarter finns listade i Catalogue of Life.